# 전덕룡
전덕룡(田德龍, 일본식 이름: 田原德龍다하라 도쿠류, 1874년 8월 20일 ~ ?)은 대한제국과 일제강점기의 교육인 겸 관료로, 본적은 평안남도 평양부 수정(壽町)이다.

## 생애
1899년 5월 관립 한성사범학교를 졸업했으며, 평안남도 평양군 공립소학교 교원(1899년 6월 16일 ~ 1901년 1월 6일), 평안북도 관찰부 공립소학교 교원(1901년 7월 12일), 공립 평양보통학교 본과훈도 겸 학교장(1906년 1월 1일), 평양기궁 유사(1906년 9월 9일 ~ 1907년 4월 10일), 평양교궁 도유사(1908년 1월 6일 ~ 1908년 12월 19일) 등을 역임했다. 1908년 6월 25일 평안남도 영원군수, 1910년 2월 3일 평안남도 용강군수로 각각 임명되었으며 1910년 10월 1일 한일 병합 조약 체결 이후에도 평안남도 용강군수로 유임되었다.
1912년 8월 1일 일본 정부로부터 한국병합기념장, 1915년 11월 10일 다이쇼대례기념장을 받았으며, 1914년 3월 1일 평안남도 영원군수, 1916년 12월 15일 평안남도 지방토지조사위원회 임시위원로 임명되었다. 1920년 6월 2일부터 1922년 12월 5일까지 평안남도 맹산군수를 역임했고, 1921년 2월 19일 일본 정부로부터 훈6등 서보장을 받았다.
1923년 3월 평양대동유림회 회장, 1925년 10월 평안남도 유림연합회 회장, 1931년 10월 조선유림연합회 총무, 1932년 9월 조선유교회 의정, 1939년 11월 조선유도연합회 평의원 등을 차례로 역임했으며, 1928년 11월 16일 일본 정부로부터 쇼와대례기념장을 받았다. 1941년 5월 11일 평안남도 관선 도회의원으로 임명되었고, 같은 해 9월 조선임전보국단 발기인으로 참여했다. 1942년 6월 3일부터 1945년 6월 2일까지 조선총독부 중추원 참의를 역임했다.
친일파 708인 명단의 중추원 부문, 민족문제연구소의 친일인명사전 수록자 명단의 중추원 부문, 관료 부문, 친일반민족행위진상규명위원회가 발표한 친일반민족행위 705인 명단에 포함되었다.

## 참고자료
- 친일반민족행위진상규명위원회 (2009). 〈전덕룡〉. 《친일반민족행위진상규명 보고서 Ⅳ-15》. 서울. 734~745쪽.